# Богоявленский собор (Нарьян-Мар)
Богоявле́нский собор — православный храм в городе Нарьян-Мар, кафедральный собор Нарьян-Марской епархии Русской православной церкви. Высота 35 м. Самое высокое здание Нарьян-Мара
В храме расположены два престола: нижний — во имя преподобных Зосимы, Савватия и Германа Соловецких чудотворцев и верхний — в честь Богоявления Господня.

## История
В 1994 году из Архангельска в Нарьян-Мар приехал священнослужитель, иерей Владимир (Новиков), который стал настоятелем православного прихода.
Под приход было выделено здание магазина на улице Хатанзейского, 9. В течение нескольких лет там проводились службы, но здание не могло вместить всех верующих.
Отец Владимир при поддержке прихожан добился разрешения на строительство Православного храма в Нарьян-Мар. Глава администрации Ненецкого автономного округа Владимир Бутов одобрил идею строительства и стал одним из главных меценатов этого проекта. Архитектурный проект разработала группа специалистов во главе с пензенским архитектором Дмитрием Боруновым.
В 1997 году для строительства храма, был создан общественный региональный благотворительный Православный фонд имени Иоанна Кронштадтского
18 июля 1997 года состоялось заседание попечительского совета фонда имени Иоанна Кронштадтского. Директором фонда был избран Сергей Иванченко. В работе заседания принял участие депутат Государственной Думы от НАО А. Н. Чилингаров. Был открыт банковский счёт фонда для внесения пожертвований на строительство храма
Под строительство Храма был выбран бывший микрорайон Калюш, в центре города. Ранее здесь стоял молитвенный дом, безвозмездно переданный хозяйкой Т. Г. Просвирниной православной общине города. К тому времени старые дома Калюша были снесены и на их месте образовалась большая свободная площадка.
Началом строительства храма стал общегородской субботник, 19 июля 1997 года.
Затем ОАО «Нарьян-Марстрой» возвело цокольный этаж здания.
Рубка и сборка храма происходила на территории одной из воинских частей. Рубкой занимались плотники из Пензенской области. К концу 1998 года сруб церкви был срублен до шпиля.
С апреля 2000 года, в нижнем приделе Храма начали проводить службы. Он был освящён и посвящён преподобным Зосиме, Савватию и Герману Соловецким.
В 2003 году Богоявленский храм был закрыт при участии окружной администрации и фактически продан ОАО «Нарьян-марсейсморазведка», однако после вмешательства священноначалия возвращён Церкви.
16 октября 2005 года Богоявленский храм был освящён епископом Архангельским и Холмогорским Тихоном.
В 2005 году рядом с Богоявленским Храмом было построено здание Воскресной школы, в котором позднее разместилась Нарьян-Марская епархия.
В 2006 году рядом с церковью построена деревянная колокольня высотой 18,3 метра. На ней установлено 10 новых бронзовых колоколов. Самый большой «Благовестник» весит 830 кг, наименьший — 5 кг. Набор кампанов из 10 штук был отлит в Воронеже по заказу компании «Лукойл-Север». Впервые колокольный перезвон огласил Нарьян-Мар 16 апреля 2006 года.
С учреждением Нарьян-Марской епархии стал её кафедральным собором.
Летом 2012 года начались работы по восстановлению нижнего храма во имя Соловецких преподобных.
7 ноября 2013 года епископом Нарьян-Марским и Мезенским Иаковом совершено великое освящение нижнего придела Богоявленского кафедрального собора в честь Казанской иконы Пресвятой Богородицы.

## Архитектура

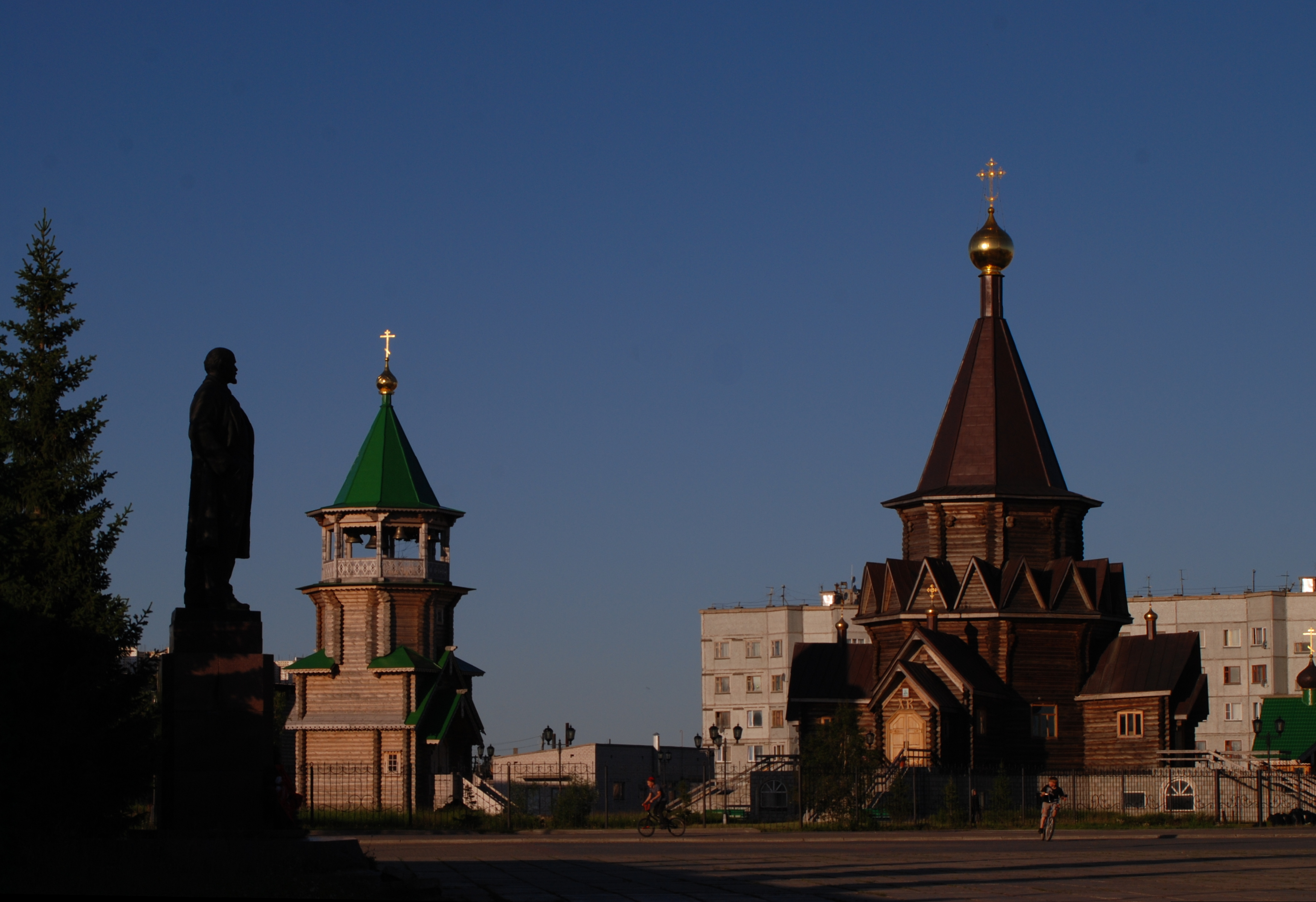
Вид на собор и колокольню с площади Ленина

Соборный комплекс является примером стилизации деревянного зодчества Русского Севера XVII—XVIII веков.
Храм крестовидный в плане, срублен из сибирского кедра по канонам деревянного северного зодчества на бетонном фундаменте.
Двухъярусный восьмерик, рубленный «в обло» с высоким шатровым завершением и четырьмя небольшими прирубами под клинчатой кровлей.
Шатровая колокольня храма построена по типу «восьмерик на четверике», рублена «в обло».
На территории храма установлены путевая стела и поклонный крест.

## Памятник Ивану III
У алтарной апсиды собора установлен, и 6 сентября 2016 года открыт памятник Ивану III — основателю Пустозерска (копия фигуры Ивана III на памятнике Тысячелетие России). В 2014 году комиссия по топонимике администрации Нарьян-Мара отклонила предложение Нарьян-Марской епархии об установке данного памятника в городе